# بوجا بهات
بوجا بهات (بالهندية: पूजा भट)‏(ولدت في 24 فبراير 1972)، هي ممثلة أفلام هنديه متقاعده، في الوقت الراهن تكرس الوقت لإنتاج الأفلام والإخراج، وهي ابنة المخرج السينمائي الهندي ماهيش بهات. ومن أشهر الأفلام التي أخرجتها هو فيلم جيسم 2 في سنة 2012.

## وصلات خارجية
- بوجا بهات على موقع IMDb (الإنجليزية)
- بوجا بهات على موقع ميتاكريتيك (الإنجليزية)
- بوجا بهات على موقع ألو سيني (الفرنسية)
- بوجا بهات على موقع أول موفي (الإنجليزية)
- بوجا بهات على موقع قاعدة بيانات الفيلم (الإنجليزية)
- بوجا بهات على موقع كينوبويسك (الروسية)